# Corps
Corps je naselje in občina v vzhodnem francoskem departmaju Isère regije Rona-Alpe. Leta 2009 je naselje imelo 501 prebivalca.

## Geografija
Kraj se nahaja v pokrajini Daufineji 65 km južno od Grenobla. V bližini se nahaja umetno jezero Lac du Sautet, nastalo z zajezitvijo reke Drac in njenega levega pritoka Souloise leta 1935.

## Uprava
Corps je sedež istoimenskega kantona, v katerega so poleg njegove vključene še občine Ambel, Beaufin, Les Côtes-de-Corps, Monestier-d'Ambel, Pellafol, Quet-en-Beaumont, Saint-Laurent-en-Beaumont, Sainte-Luce, Saint-Michel-en-Beaumont, Saint-Pierre-de-Méaroz, La Salette-Fallavaux in La Salle-en-Beaumont s 1.727 prebivalci.
Kanton Corps je sestavni del okrožja Grenoble.

## Zanimivosti
- romanska cerkev sv. Petra, prvotno benediktinsko priorstvo iz leta 1212, z gotskim zvonikom,
- romarsko središče La Salette-Fallavaux s cerkvijo - zavetiščem Naše Gospe iz la Salette.

## Pobratena mesta
- Plouec-du-Trieux (Côtes-d'Armor, Bretanja);